# Camp Zohr
El camp Zohr és un jaciment de gas natural en alta mar situat en les aigües territorials egipcies de la mar Mediterrània.
El jaciment es troba en la concessió de Shorouk, una concessió amb una superfície de 3.765 quilòmetres quadrats que va guanyar l'empresa energètica italiana Eni en 2013. S'estima que el jaciment té una superfície de 100 quilòmetres quadrats i es troba a una profunditat de 1.450 metres. El jaciment va ser descobert en 2015 per Eni i és la major troballa de gas natural en la mar Mediterrània. El total de gas en el jaciment de Zohr és d'uns 850.000 milions de metres cúbics. Si es confirmés, Zohr gairebé duplicaria les reserves de gas d'Egipte.